# Andreas R. Batlogg

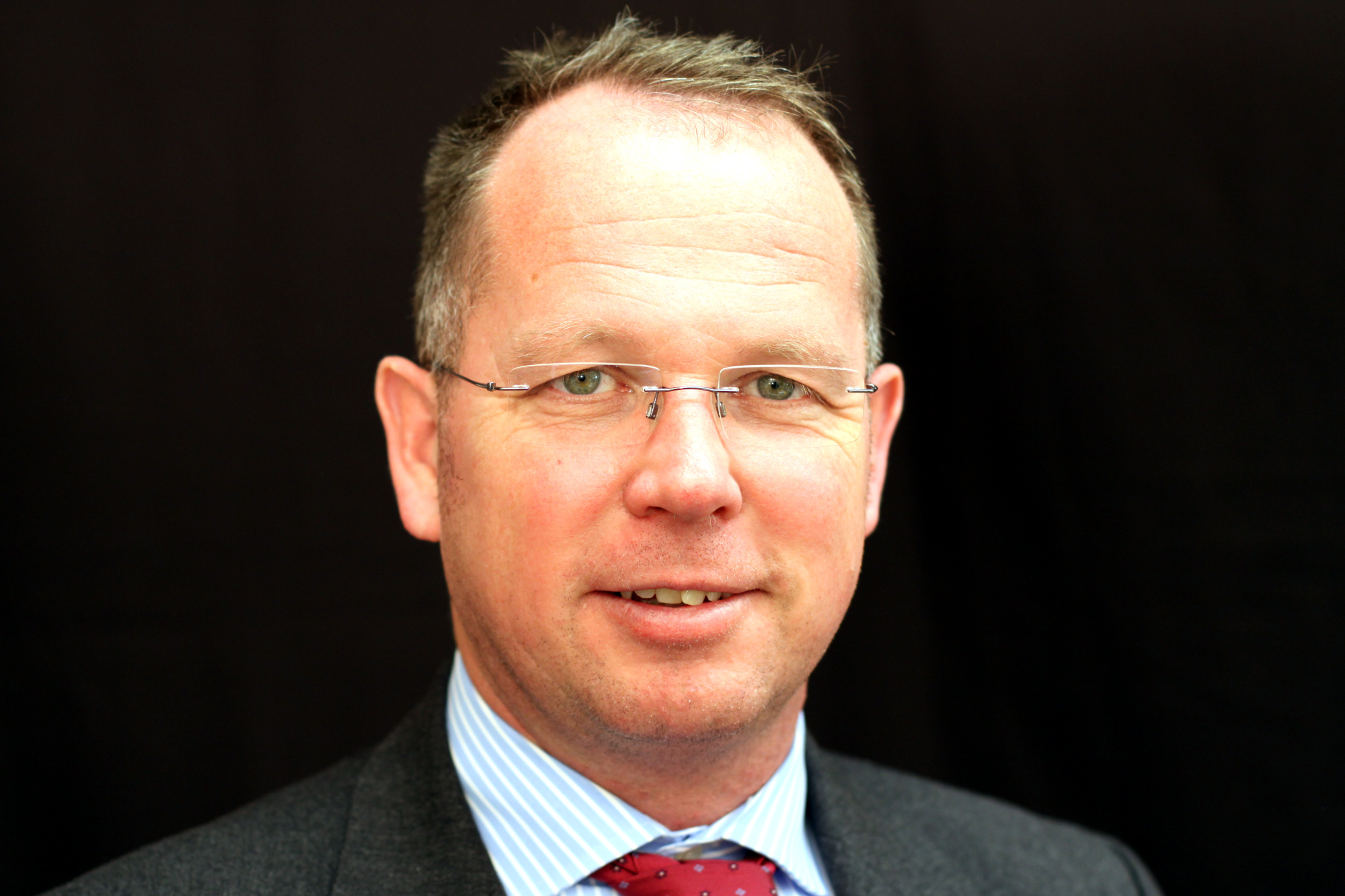
Andreas R. Batlogg (2010)

Andreas R. Batlogg SJ (* 4. Oktober 1962 in Vorarlberg) ist ein österreichischer Theologe, Jesuit und ehemaliger Chefredakteur der Stimmen der Zeit.

## Leben
Andreas Batlogg besuchte die Volksschule Riedenburg in Bregenz. Er studierte in Innsbruck Philosophie und Theologie. Im September 1985 trat er in den Jesuitenorden ein. In der Innsbrucker Jesuitenkirche wurde er 1991 zum Diakon geweiht. Vom Wiener Weihbischof Christoph Schönborn wurde er am 24. April 1993 in der Konzilsgedächtniskirche in Hietzing zum Priester geweiht. 2000 promovierte er in Innsbruck in Theologie. Im selben Jahr erhielt er den Kardinal-Innitzer-Förderungspreis für Theologie.
Seit 2000 war er Redaktionsmitglied der Stimmen der Zeit in München. Im Jahr 2009 übernahm er die Aufgabe des Herausgebers und Chefredakteurs, die er bis 2017 innehatte.
Seit 2005 ist er außerdem (als Nachfolger von Karl H. Neufeld) als Mitherausgeber der Sämtlichen Werke Karl Rahners tätig sowie seit 2007 Mitglied der Karl-Rahner-Stiftung München (stellvertretender Vorsitzender). Von 2008 bis 2015 war er Wissenschaftlicher Leiter des Karl-Rahner-Archivs in München. Im Jahr 2010 wurde er Mitglied der Schriftleitung der Sämtlichen Werke von Karl Rahner. Am 25. September 2017 erhielt er die Diagnose Darmkrebs. Über seine Erfahrungen mit der Krankheit veröffentlichte er 2019 das Buch Durchkreuzt – Mein Leben mit der Diagnose Krebs. 2025 veröffentlichte er die erste deutschsprachige Biographie von Papst Leo XIV.

## Publikationen (Auswahl)

### Bücher
- Karl Rahner (Autor), Andreas R. Batlogg (Bearbeiter), Jeanne Schösser (Register): Spiritualität und Theologie der Kirchenväter (= Sämtliche Werke, Band 3). Herder, Freiburg 1999, ISBN 3-451-23703-2 und ISBN 3-545-22124-5.
- Die Mysterien des Lebens Jesu bei Karl Rahner, Zugang zum Christusglauben (= Innsbrucker theologische Studien, Band 58). Innsbruck/Wien 2001, ISBN 3-7022-2373-8 (zugleich Hochschulschrift, Innsbruck, Univ., Diss., 1999/2000).
- als Hrsg. mit Klaus Egger: Dank an Reinhold Stecher. Perspektiven eines Lebens. Festgabe zum 80. Geburtstag. Innsbruck/Wien 2002, ISBN 3-7022-2413-0.
- Der Denkweg Karl Rahners. Quellen – Entwicklungen – Perspektiven. Mainz 2003, ISBN 3-7867-2456-3.
- als Hrsg.: Was den Glauben in Bewegung bringt. Fundamentaltheologie in der Spur Jesu Christi. Festschrift für Karl H. Neufeld SJ. Herder, Freiburg 2004, ISBN 3-451-28317-4 (enthält die Bibliographie von Karl H. Neufeld, S. 533–568).
- David Neuhold (Mitarbeit), Andreas R. Batlogg (Beiträge): Die Kirchenkritik der Mystiker. Von der Aufklärung bis zur Gegenwart (= Die Kirchenkritik der Mystiker, Band 3 = Studien zur christlichen Religions- und Kulturgeschichte, Band 4). Fribourg 2005, ISBN 3-17-018994-8.
- Karl Rahner (Autor), Andreas R. Batlogg (Bearbeiter): Ignatianischer Geist. Schriften zu den Exerzitien und zur Spiritualität des Ordensgründers (= Sämtliche Werke, Band 13). Herder, Freiburg 2006, ISBN 3-451-23713-X
- als Hrsg. mit Melvin E. Michalski: Begegnungen mit Karl Rahner. Weggefährten erinnern sich. Herder, Freiburg 2006, ISBN 3-451-29096-0.
- Karl Rahner (Autor), Andreas R. Batlogg (Bearbeiter): Erneuerung des Ordenslebens. Zeugnis für Kirche und Welt (= Sämtliche Werke, Band 25). Herder, Freiburg 2008, ISBN 978-3-451-23725-6.
- mit Melvin E. Michalski und Barbara G. Turner (Hrsg. und Übersetzung): Encounters with Karl Rahner. Remembrances of Rahner by those who knew him (= Marquette studies in theology, Nummer 63). Milwaukee (Wisconsin) 2009, ISBN 978-0-87462-740-4 (Begegnungen mit Karl Rahner <engl.>).
- Karl Rahner (Autor), Andreas R. Batlogg (Bearbeiter), Walter Schmolly (Bearbeiter): Christentum in Gesellschaft, Schriften zur Pastoral, zur Jugend und zur christlichen Weltgestaltung (= Sämtliche Werke, Band 28). Herder, Freiburg 2010, ISBN 978-3-451-23728-7.
- Karl Rahner (Autor), Andreas R. Batlogg (Bearbeiter), Albert Raffelt (Bearbeiter): Priesterliche Existenz. Beiträge zum Amt in der Kirche (= Sämtliche Werke, Band 20). Herder, Freiburg 2010, ISBN 978-3-451-23720-1.
- Albert Keller (Autor), Nikolaus Klein (Herausgeber), Andreas R. Batlogg (Herausgeber, Vorwort): Grundkurs des christlichen Glaubens: Alte Lehren neu betrachtet. 2. Edition. Verlag Herder, Freiburg 2011, ISBN 978-3-451-32387-4.
- Der evangelische Papst. Hält Franziskus, was er verspricht? Kösel, München 2018, ISBN 978-3-466-37209-6.
- Durchkreuzt – Mein Leben mit der Diagnose Krebs. Tyrolia-Verlag, Innsbruck/Wien 2019, ISBN 978-3-7022-3745-5.
- Jesus begegnen – suchen – finden – bekennen. Kösel, München 2021, ISBN 978-3-466-37248-5.
- mit Paul Zulehner: Der Reformer – Von Papst Franziskus lernen – ein Appell. Edition Communio, Würzburg 2019, 2. Auflage 2020, ISBN 978-3-429-05395-6.
- Aus dem Konzil geboren – Wie das II. Vatikanische Konzil der Kirche den Weg in die Zukunft weisen kann. Tyrolia-Verlag, Innsbruck/Wien 2022, ISBN 978-3-7022-4063-9.
- Leo XIV. Der neue Papst. Herder, Freiburg im Breisgau 2025, ISBN 978-3-451-39675-5.

### Zeitschriftenartikel
- Rahners Bruder? In: Kirche präsent, 23. Dezember 1993, S. 51f.
- Die Brüder Hugo und Karl Rahner. In: Stimmen der Zeit, 213. Band, 1995, Heft 4, S. 278–281.
- Hugo Rahner als Mensch und Theologe. In: Stimmen der Zeit, 218. Band, 2000, Heft 8, S. 517–530.
- Zwischen Pietät und Revolution. Neuentdeckung von Ida Friederike Görres? In: Stimmen der Zeit, 219. Band. 2001, Heft 12, S. 857–860.
- Karl Rahner auf dem Konzil. Einblick in eine „Textwerkstatt“ deutscher Theologen. In: Stimmen der Zeit, 220. Band, 2002, Heft 10, S. 712–714.
- Franz Michel Willam als Leben-Jesu-Schriftsteller. In: Stimmen der Zeit, 221. Band, 2003, Heft 2, S. 97–109.
- EU-Verfassung ohne Gott? In: Stimmen der Zeit, 221. Band, 2003, Heft 5, S. 289–290.
- Jesuiten und Juden – eine historische Hypothek. In: Stimmen der Zeit, 221. Band, 2003, Heft 6, S. 418–419.
- Karl Rahner als Autor der „Stimmen der Zeit“. In: Stimmen der Zeit, 222. Band, 2004, Heft Spezial 1, S. 16–30.
- Der indische Joseph. Die Lebenserinnerungen des Missions- und Konzilstheologen J. Neuner SJ. In: Stimmen der Zeit, 223. Band. 2005. Heft 11, S. 781–785.
- Das Vermächtnis des Kardinals. Franz Königs postumes Plädoyer für Dialog. In: Stimmen der Zeit, 224. Band, 2006, Heft 5, S. 344–347.
- Die zweite Meile. Georg Sporschills Leben mit rumänischen Straßenkindern. In: Stimmen der Zeit, 225. Band, 2007, Heft 5, S. 352–355.
- Alfred Delp – Märtyrer und Prophet. In: Stimmen der Zeit, 225. Band, 2007, Heft 9, S. 577–578.
- Jerusalemer Nachtgespräche. Kardinal Carlo M. Martini im Gespräch mit Georg Sporschill. In: Stimmen der Zeit, 226. Band, 2008, Heft 6, S. 420–423.
- Zwischen Heimatverlust und Weltbürgertum. Der Lebensweg von Frido Mann. In: Stimmen der Zeit, 226. Band, 2008, Heft 8, S. 562–564.
- Friedhelm Mennekes SJ – Grenzgänger zwischen Kirche und Kunst. In: Stimmen der Zeit, 226. Band, 2008, Heft 9, S. 635–637.
- Bischofssynode und Kollegialität. In: Stimmen der Zeit, 226. Band, 2008, Heft 10, S. 649–650.
- 70 Jahre Reichspogromnacht. In: Stimmen der Zeit, 226. Band, 2008, Heft 11, S. 781–783.
- Theologisches Orientierungs- und Basiswissen. In: Stimmen der Zeit, 227. Band, 2009. Heft 1, S. 67–70.
- Die Autorität Karl Rahner. Überlegungen und Beobachtungen zum 25. Todestag. In: Stimmen der Zeit, 227. Band, 2009, Heft 3, S. 147–161.
- Benedikt XVI. auf den Spuren Jesu. In: Stimmen der Zeit, 227. Band, 2009. Heft 5, S. 289–290.
- Ist das Zweite Vatikanum Verhandlungsmasse? In: Stimmen der Zeit, 227. Band, 2009, Heft 10, S. 649–650.
- Erwin Kräutler – Bischof zwischen Leben und Tod. In: Stimmen der Zeit, 227. Band, 2009, Heft 12, S. 853–855.
- Aus den eigenen Wunden schreiben – Anselm Grün OSB. In: Stimmen der Zeit, 228. Band, 2010, Heft 1, S. 67–69.
- Priester auf Distanz? In: Stimmen der Zeit, 228. Band, 2010, Heft 6, S. 361–362.
- Roman Bleistein SJ (1928–2000). In: Stimmen der Zeit, Online exklusiv August 2010.[7]
- Erik Peterson (1890–1960) – ein Outsider. In: Stimmen der Zeit, Online exklusiv Oktober 2010.[8]
- Dom Erwin Kräutler – ein Leutebischof zwischen Amazonas und Rhein. In: Stimmen der Zeit, Online exklusiv November 2010.[9]
- Zuerst das Gewissen und dann der Papst. In: Stimmen der Zeit, 228. Band, 2010, Heft 11, S. 721–722.
- Interreligiöser Dialog als Dauerauftrag. Das Erbe von Jacques Dupuis SJ. In: Stimmen der Zeit, 228. Band, 2010, Heft 12, S. 849–852.
- Tag des Judentums. In: Stimmen der Zeit, 229. Band, 2011, Heft 1, S. 1–2.
- „Kirchenkrise“ aus soziologischer Sicht. Zur Neuauflage von Franz-Xaver Kaufmanns Schrift „Wie überlebt das Christentum?“ (2000/2011). In: Stimmen der Zeit, Online exklusiv März 2011.[10]
- Eine Insel finden. Zum Tod von Silja Walter (1919–2011). In: Stimmen der Zeit, 229. Band, 2011, Heft 4, S. 276–278.
- Kirche und Kirchlichkeit bei Karl Rahner SJ. Eine Vergewisserung bei zwei neueren Studien – aus aktuellem Anlaß. In: Stimmen der Zeit, 229. Band, 2011, Heft 5, S. 343–348.
- Zurück in die Zukunft. Vor 60 Jahren startete das Zweite Vatikanische Konzil. In: Die Zeit / Christ und Welt, Nr. 41, 5. Oktober 2022.

### Vorträge (in Auswahl)
- 25 Jahre danach: Was bleibt von Karl Rahner? Vortrag im Collegium Canisianum, Innsbruck (14. Mai 2009).[11]